# Vigdís Finnbogadóttir
Vigdís Finnbogadóttir (wym. [ˈvɪɣtis ˈfɪn.pɔɣaˌtoʊhtɪr]ⓘ; ur. 15 kwietnia 1930 w Reykjavíku) – islandzka działaczka kulturalna i polityk, prezydent Islandii w latach 1980–1996.

## Życiorys
Do 1953 studiowała język francuski i literaturę w Grenoble i Paryżu, a w latach 1957–1958 historię teatru na Uniwersytecie Kopenhaskim. Na Uniwersytecie Islandzkim uzyskała licencjat z języka francuskiego i dyplom nauczycielski. Pracowała w Narodowym Teatrze Islandzkim, jako przewodnik turystyczny i jako nauczycielka w szkołach podstawowych, a także na macierzystej uczelni. W latach 1972–1980 pełniła funkcję dyrektora stołecznych scen teatralnych (kompanii Leikfélag Reykjavíkur). W 1976 została członkinią, a w 1978 przewodniczącą działającego w ramach Rady Nordyckiej komitetu doradczego do spraw kultury.
Pozostawała bezpartyjna, w latach 60. i 70. działała w ruchu pacyfistycznym, uczestnicząc w licznych protestach przeciw obecności bazy NATO w Keflavíku.
W 1980 jako pierwsza kobieta na świecie została wybrana w demokratycznych wyborach na stanowisko prezydenta. Uzyskała wówczas 33,8% głosów, nieznacznie pokonując głównego konkurenta. Trzykrotnie zapewniała sobie reelekcję. W wyborach w 1984 i 1992 nie miała żadnego kontrkandydata. W 1988 wśród zgłoszonych kandydatów otrzymała zdecydowane poparcie (94,6% głosów).
W 1996 nie ubiegała się o ponowny wybór. Od końca lat 90. związana z UNESCO jako ambasadorem dobrej woli. Była inicjatorką i pierwszą przewodniczącą Rady Kobiet Przywódczyń Świata w John F. Kennedy School of Government przy Uniwersytecie Harvarda.
Z urzędu jako prezydent otrzymała Order Sokoła Islandzkiego I klasy. Odznaczona również m.in. Orderem Słonia.